# Chiesa di Sant'Ilario a Colombaia
La chiesa di Sant'Ilario a Colombaia è un luogo di culto cattolico che si trova nell'omonima via, pochi passi fuori da Porta Romana, a Firenze. Essa è sede parrocchiale, retta dal clero diocesano dell'arcidiocesi di Firenze.

## Storia

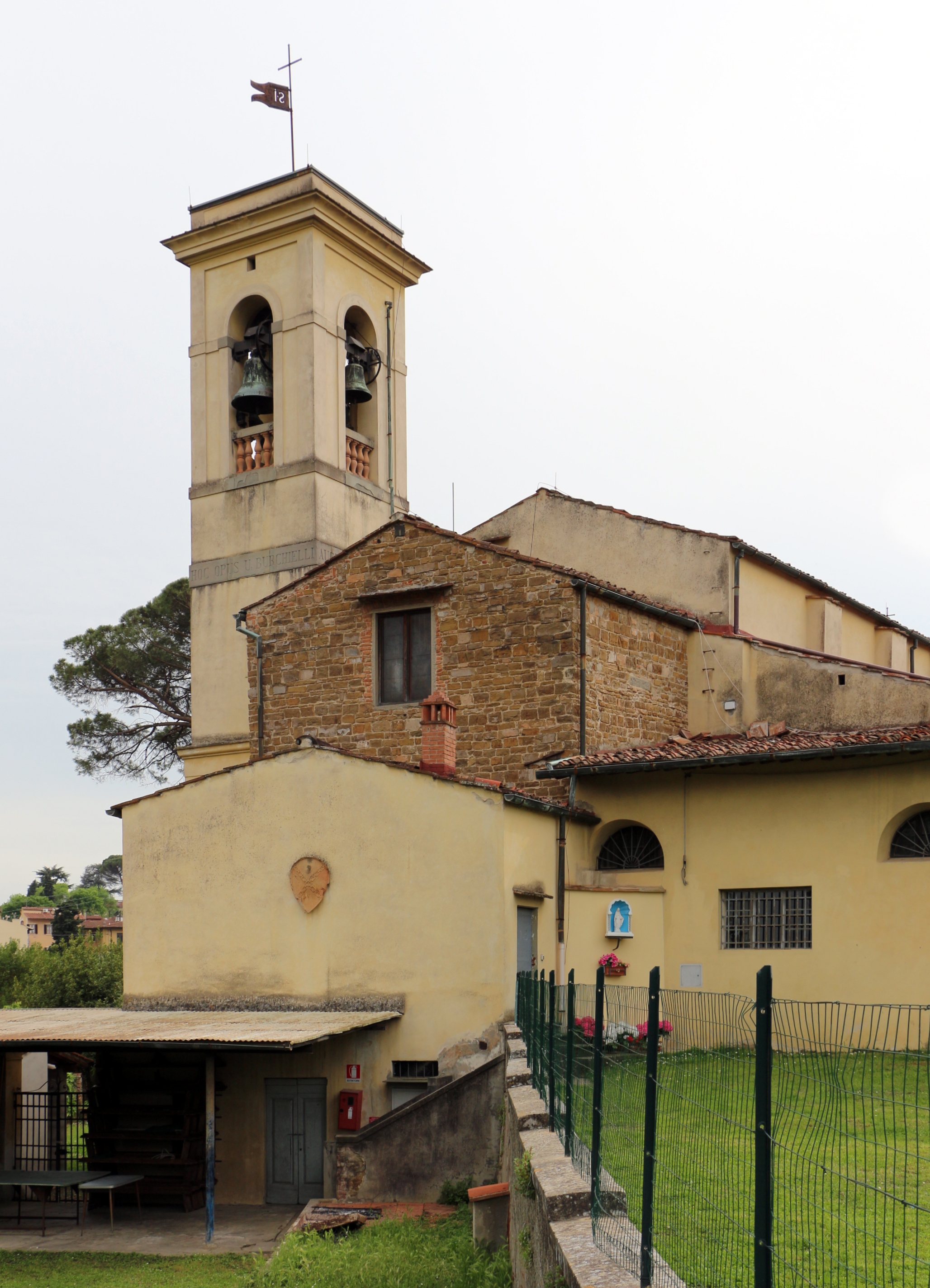
Esterno con il campanile

Citata fin dal 1072, era in origine un oratorio che accoglieva i pellegrini che si recavano a Roma tramite la via Cassia nuova. 
Verso il Duecento venne ingrandito l'oratorio e trasformato in chiesa ma fu danneggiata nel 1325 da Castruccio Castracani.
Venne poi ristrutturata nel 1457 e in seguito dedicata a sant'Ilario, vescovo di Poitiers morto nel 368.
Anticamente la chiesa si chiamava Lari alle Fonti perché all'inizio della strada esiste un'antica fonte posta lungo la via Senese, nel punto dove oggi ancora sorgono alcune arcate.
Diventata parrocchia, la chiesa aveva una giurisdizione molto ampia, estendendosi sulle colline meridionali (rispetto a Firenze), di San Gaggio, di Marignolle, del Bobolino, e le pendici di Bellosguardo.
Fu di patronato di nobili famiglie fiorentine, fra le quali gli Adimari, i Ghiberti, i Donati e i Quaratesi;  e nel tempo subì numerosi altri rifacimenti.

## Descrizione

### Esterno
La semplice facciata è preceduta da un bel portico trecentesco a tre arcate su pilastri, restaurato nel 1954, con resti di affreschi: una Madonna col Bambino della prima metà del XV secolo, e una Scena cortese di Stefano d'Antonio, più o meno dello stesso periodo; la lunetta sul portale risale invece al Trecento.
L'attuale campanile risale al 1880.

### Interno

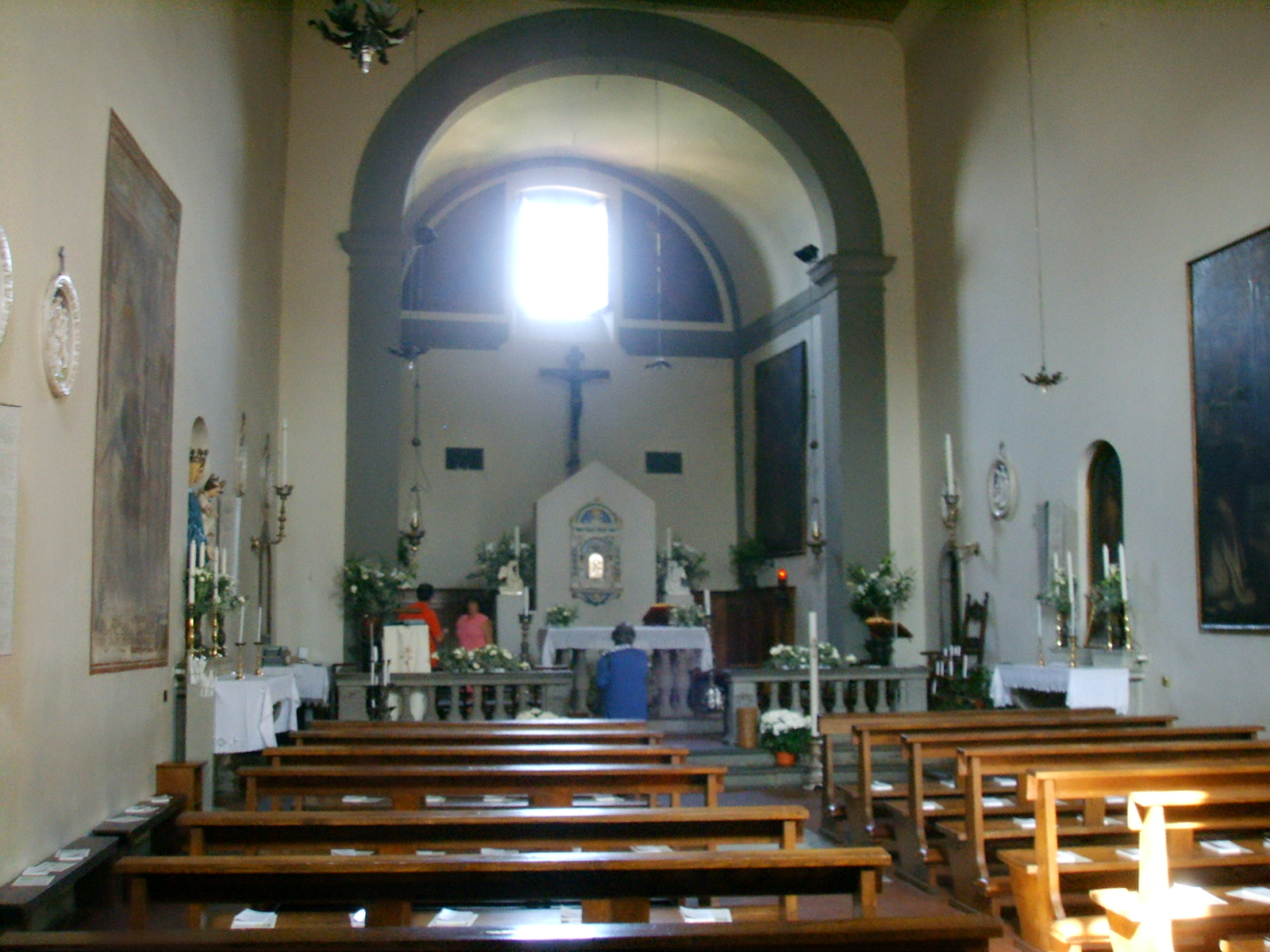
Interna

La chiesa, ad unica navata, custodisce l'altare maggiore delimitato da un arcone e contenente un ciborio della bottega di Andrea della Robbia. 
/Alla parete di sinistra un Sant'Antonio Abate ad affresco attribuito ad Ambrogio di Baldese (1400 ca.) e sul lato opposto una Madonna del Rosario con i santi Domenico e Caterina di scuola fiorentina, datata 1707. Sulla cantoria in controfacciata, costruita nel 1842, vi l'organo a canne di scuola toscana, con 10 registri; lo strumento venne costruito nel 1809 per la chiesa di San Gaggio e acquistato dalla parrocchia di Sant'Ilario nel 1810.
Il controsoffitto è dipinta con un affresco del 1713 circa raffigurante Sant'Ilario, dipinto all'epoca di un'importante ristrutturazione, alla quale si deve anche la balaustra in pietra serena dell'altare maggiore.
Le formelle della via Crucis sono novecentesche.

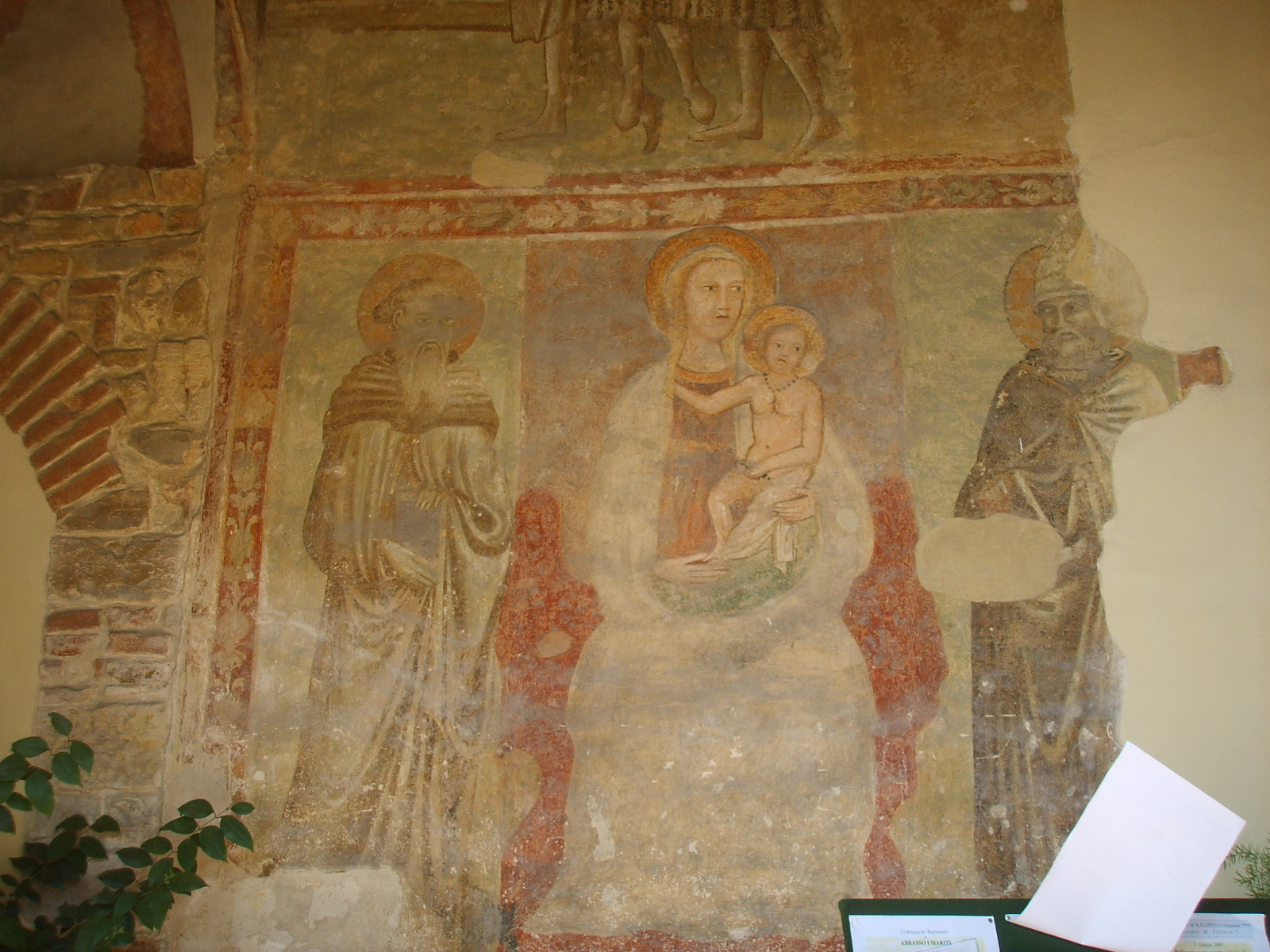
Affresco nel portico
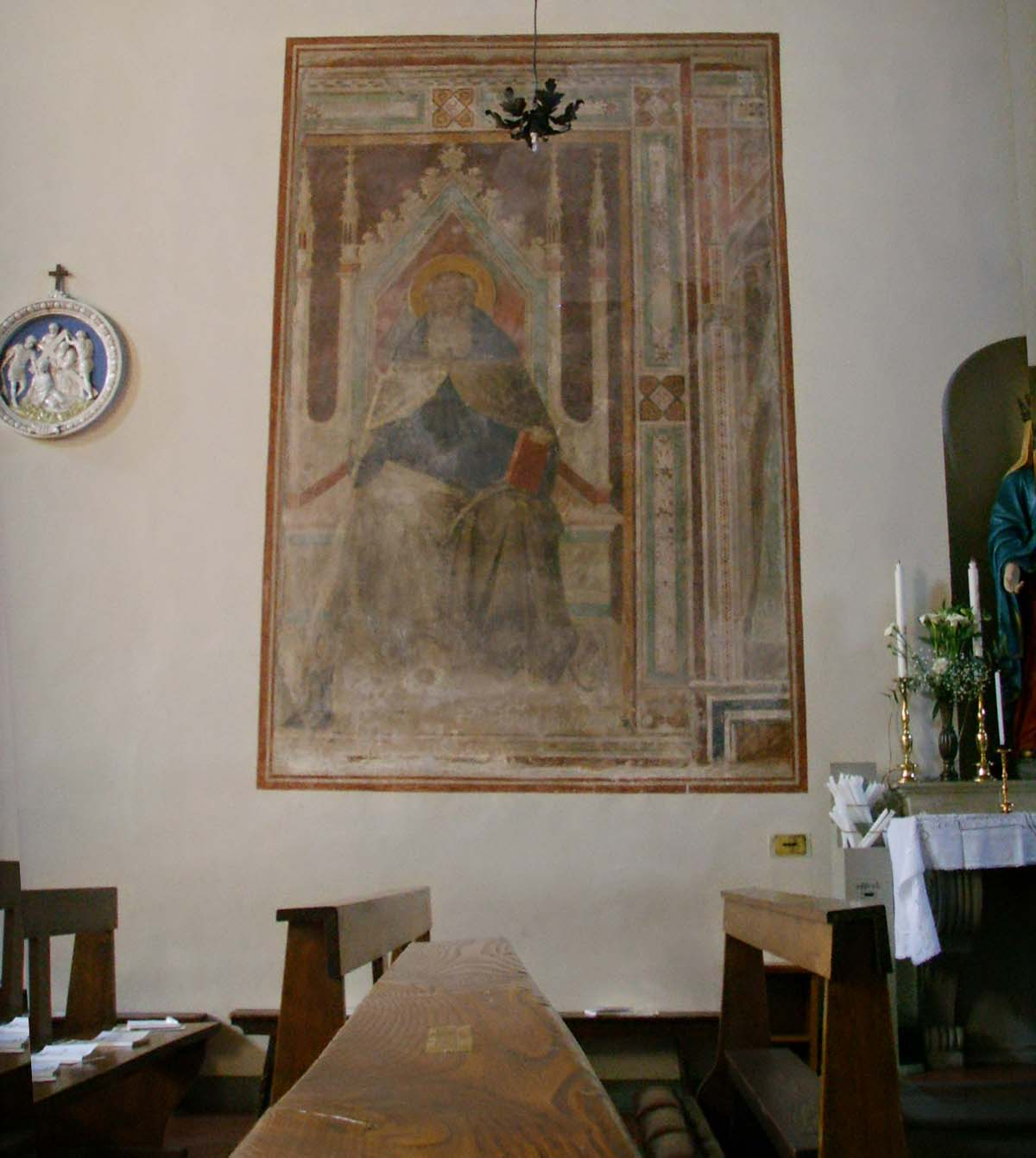
Sant'Antonio, attribuito ad Ambrogio di Baldese

### Oratorio
Dalla chiesa si può accedere all'oratorio dove si trova un crocifisso ligneo della Compagnia dei Bianchi, risalente verosimilmente agli ultimissimi anni del Trecento.

## Via Sant'Ilario a Colombaia

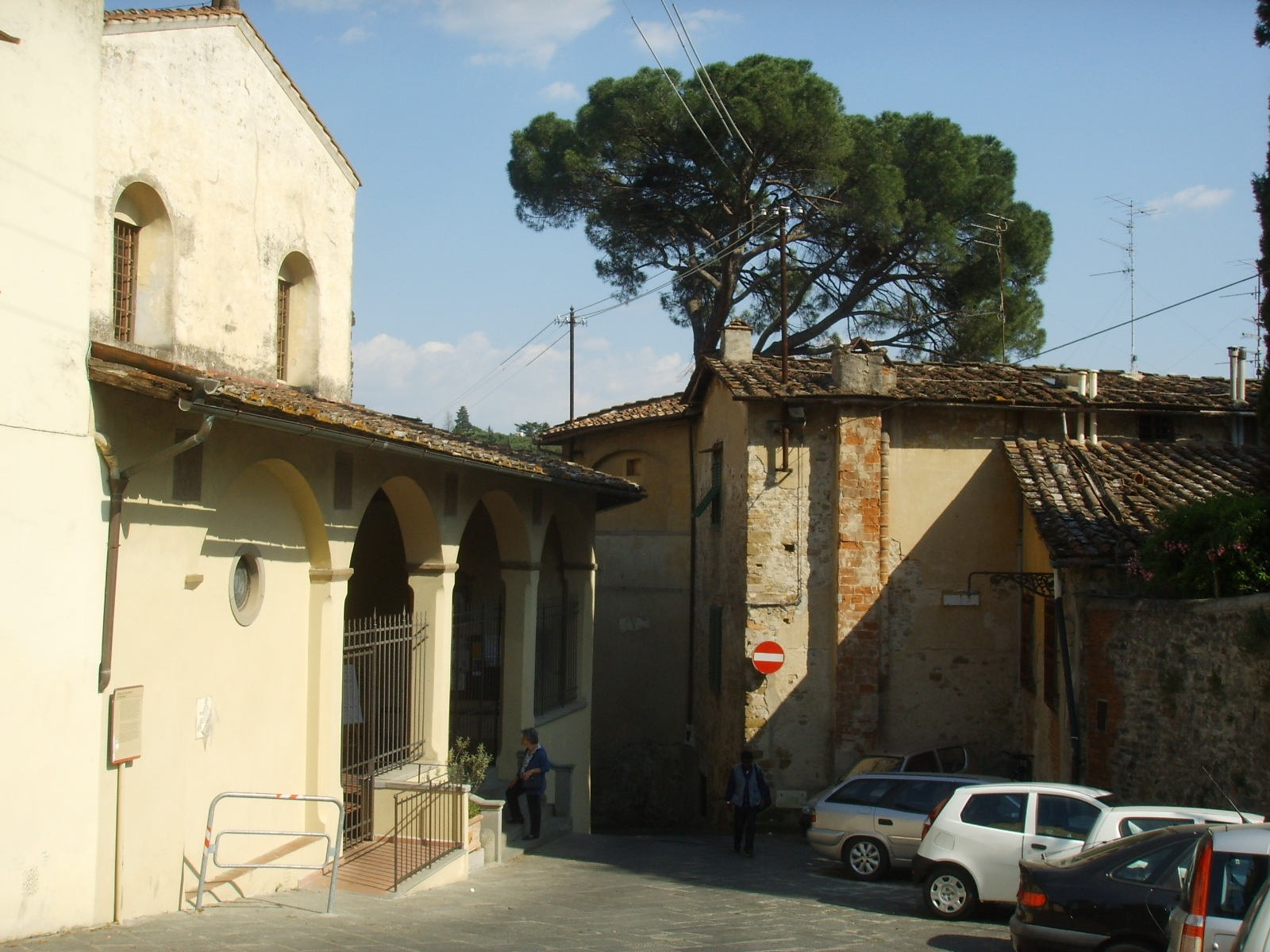
Via Sant'Ilario

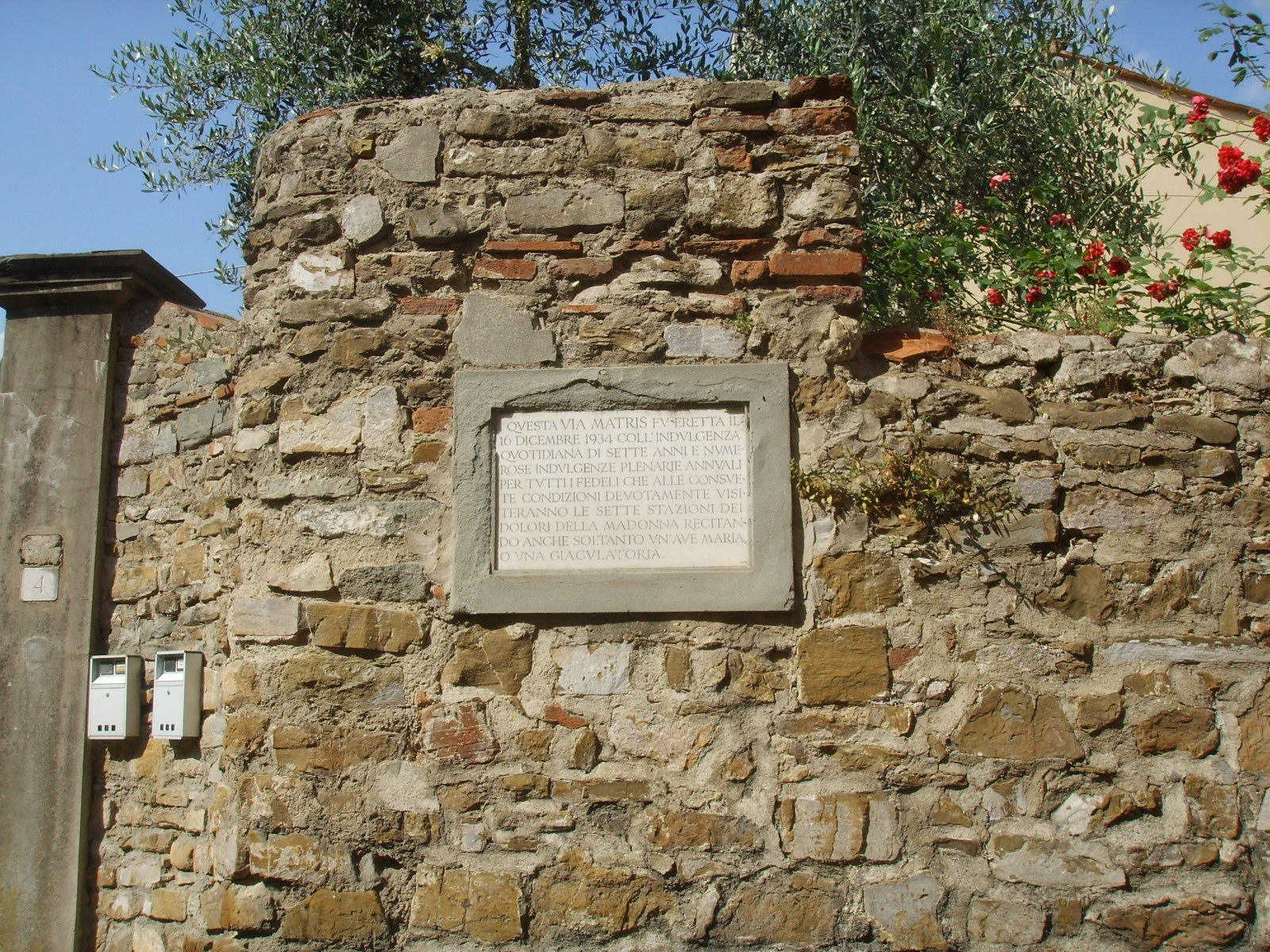
Targa della Via Matris

La tranquilla via Sant'Ilario che si inerpica per una tratta collinare, circondata da edifici in stile rinascimentale, un tempo era detta Lari a Cholombaja.
La via conservò il toponimo di "Lari a Colombaia", come riportato anche negli antichi cabrei, fino al XVIII sec quando la chiesa fu dedicata a Sant'Ilario, traslitterando così il toponimo originale.
Il nome di Colombaia, già presente in antichi documenti, deriva dal nucleo originario di una feudale turrita colombaia poi divenuta "Casa da Signore". Lo stemma di questa torre è ancora visibile sulle arcate dell'edificio sul lato della via Senese. La torre colombaia venne poi trasformata in casa colonica dopo la peste del 1347-1353, e quindi ingrandita al fine di ospitare la famiglia dei mezzadri. L'edificio corrisponde agli attuali numeri civici 2 e 4.
Come tutte le torri colombaie era stata edificata accanto ad un ruscello e questo alimentava una fonte sulla via Senese che diede il nome alle arcate, ancora presenti, dette La Fonte di Colombaia.
"La Fonte di Colombaja, un edifizio di antichissima costruzione fatto a guisa di portico che ha nell'interno una fonte ed un pubblico lavatoio. Di questa fonte, che dette il nome alla localitá, si trovano ricordi anche in numerosi provvisioni della Repubblica, la più antica delle quali é del 9 novembre 1294 e si riferisce ad uno stanziamento di lire 100 per restaurarla." 
Lungo la strada si trovano sette formelle robbiane che segnano una Via Matris (dei sette dolori di Maria), collocate nel 1934 come ricorda una targa all'inizio della serie sulla casa al numero 2.
Di particolare pregio il tiglio ultrasecolare nel giardino del numero civico 8, dove nell'Ottocento fu edificata una villa.
Un'altra targa, nella piazzetta antistante la chiesa, ricorda lo scrittore statunitense James Fenimore Cooper. Autore del celebre romanzo L'ultimo dei Mohicani, visse con la sua famiglia nell'estate del 1829 nella villa di fronte alla chiesa, ospite di una gentildonna inglese.
"We left our palazzo within the walls, and went to a villa, called St.Ilario, just without them. All the eminences around Florence are dotted with these retreats, many of which are large and princely. That we occupy is on a smaller scale; but it has numerous rooms, is near the town, and has many conveniences. Among other recommendations, it has two covered belvederes, where one can sit in the breeze and overlook the groves of olive-trees, with all the crowded objects of an Italian landscape." J.F. Cooper
Una terza targa infine ricorda l'ampliamento della piazzetta nel 1930 e ne ringrazia i munifici fautori.